# Filip Blažek (1998)
Filip Blažek (* 11. března 1998 Skalica) je slovenský profesionální fotbalista, který hraje na pozici středního obránce za rumunský klub FC Rapid București. Je také bývalým slovenským mládežnickým reprezentantem.

## Klubová kariéra
Svoji fotbalovou kariéru začal v klubu TJ Kopčany.
V průběhu mládeže zamířil do mužstva FK Senica, kde prošel zbylými mládežnickými kategoriemi. Před sezonou 2016/17 se propracoval do prvního týmu. V dresu A-mužstva Senice debutoval 23. července 2016 v ligovém utkání 2. kola proti úřadujícímu mistrovi FK AS Trenčín (prohra 0:3), odehrál celý zápas.
V létě 2017 přestoupil do dánského Brøndby IF. Do A-týmu se však neprosadil, a tak se v roce 2019 vrátil na Slovensko, když odešel na hostování s opcí do MFK Skalica.
V létě 2023 přestoupil do ostravského Baníku. Ze začátku sezóny pravidelně nastupoval v základní sestavě, v srpnu dokonce několikrát vedl Baník jako kapitán. Po zranění kotníku však přišlo o místo v sestavě, do ní se vrátil až v jarní částí sezony. Dohromady nastoupil do 21 soutěžních utkání, vstřelil 1 branku a pomohl Baníku ke konečné čtvrté příčce a k postupu do pohárové Evropy.
Po jediné sezóně v české nejvyšší soutěži přestoupil do rumunského klubu FC Rapid București.